# Constantine (film)
Constantine är en amerikansk actionfilm från 2005. Filmen är regisserad av Francis Lawrence, med manus skrivet av Kevin Brodbin och Frank A. Cappello. Filmen är baserad på den tecknade serien Hellblazer.
Filmen visades först i Hongkong 8 februari 2005 och i USA 18 februari. I Finland hade den premiär 21 februari och i Sverige 4 mars 2005.
I september 2022 bekräftades att filmen skulle få en uppföljare, med Keanu Reeves tillbaka i huvudrollen och med Lawrence som regissör.

## Handling
John Constantine (Keanu Reeves) är en exorcist med begåvningen att se det andra inte ser och som jobbar med att driva ut demoner ur människor. Han vet att det helvete han sänder dem tillbaka till även enligt principen om dödssynd väntar honom inom en snar framtid. Genom en ung kvinnas självmord kommer Constantine och kvinnans syster, polisen Angela Dodson (Rachel Weisz), en del bekymmersamma händelser på spåren som tar åskådaren med ner i helvetet.

## Rollista (i urval)
- Keanu Reeves – John Constantine
- Rachel Weisz – Angela Dodson/Isabel Dodson
- Shia LaBeouf – Chas Kramer
- Djimon Hounsou – Midnite
- Max Baker – Beeman
- Pruitt Taylor Vince – fader Hennessy
- Gavin Rossdale – Balthazar
- Tilda Swinton – Gabriel
- Peter Stormare – Satan
- Jesse Ramirez – Scavenger
- José Zúñiga – detektiv Weiss
- Francis Guinan – fader Garret
- Larry Cedar – skadedjursutrotare
- April Grace – doktor Leslie Archer
- Suzanne Whang – modern